# Sambandsman
Sambandsman (KO901) är inom Sveriges försvarsmakt en befattning inom armén. En sambandsman ingår i en grupp på mellan två och åtta man. Man tjänstgör antingen i en radiobilgrupp eller i en stab. Radiobilgruppen kan ha till uppgift att sända och ta emot meddelanden på olika sambandsmedel. De kan också ordna samband till en stab.
Sambandsman, förare (befattningskod KO902) är en befattning inom armén med uppgifter liknande dem för en sambandsman, men inkluderande även körning av diverse fordon.